# Peníze nebo život
Peníze nebo život je československý film z roku 1932, druhý film Voskovce a Wericha. Ve filmu zazněla píseň Jaroslava Ježka Život je jen náhoda, kterou zpívají Hana Vítová a Ljuba Hermanová. Snímek obsahuje i další písně, například valčík Rej vážek či Beguine Hydroplan. Režisérem filmu byl člen Osvobozeného divadla Jindřich Honzl.

## Tvůrčí tým
- Režie: Jindřich Honzl
- Námět a scénář: J. Voskovec, J. Werich, J. Honzl
- Hudba: Jaroslav Ježek
- Kamera: Václav Vích
- Architekt: Vilém Rittershain
- Produkce: Lloyd
- Exteriéry: Jevany, rybník Svět u Třeboně
- Ateriéry: A-B Vinohrady

## Obsazení
| Jiří Voskovec   | Pepík                   |
| Jan Werich      | Tonda                   |
| Hana Vítová     | Hana                    |
| Ljuba Hermanová | Tondova dívka           |
| Eliška Pleyová  | Pepíkova žena           |
| Theodor Pištěk  | Pepíkův strýc           |
| Theo Amady      | Maurice van den Branden |
| Jaroslav Vojta  | strýc Otto              |
| Vladimír Majer  | náčelník lupičů         |
| Josef Skřivan   | průvodce v muzeu        |
| Miloš Nedbal    | policejní prefekt       |
| František Černý | starosta                |
| Jaroslav Hurt   | tchán                   |
| Marie Grossová  | teta                    |
| Jaroslav Průcha | detektiv                |
| Emil Bolek      | zloděj náhrdelníku      |
| Darja Hajská    | Pepíkova sestřenice     |

## Děj
Tonda, který byl dříve zlodějem, našel zlatý náhrdelník, jenž ztratil lupič běžící kolem. Když plánuje Tonda svůj nález skrýt v parku, potká svého kamaráda a spolužáka Pepíka, jenž v těchto místech právě plánoval provést sebevraždu kvůli nevěře své manželky.
Tonda se rozhodne, že půjde s Pepíkem k němu domů. Tam se nacházejí jeho příbuzní, kteří oslavují výročí svatby Pepíka s Helenou. Když jsou v nejlepším, přijde tajný policista, který dříve zatýkal Tondu. Tonda ukryje šperk do vázy s kyticí, kterou Helena dostala od svého tajného ctitele. Helena ale šperk najde a myslí si, že to je dárek od onoho ctitele. Odjede s tímto mužem na pustý ostrov, kde ji ctitel okrade a opustí. Jakmile se Tonda s Pepíkem dozví o jejím zmizení, začnou po Heleně pátrat. Najdou jejího nepoctivého ctitele a šperk mu zase vezmou. Poté přepadnou zloději Tondu s Pepíkem v muzeu a vznikne z toho rvačka. Nakonec vše dopadne dobře a Tonda s Pepíkem poctivě odevzdají šperk zlatníkovi, jemuž byl původně ukraden.